# Llei Gayssot
La Llei Gayssot (en francès, Loi Gayssot) és la designació comuna de la llei francesa núm. 90-615 del 13 de juliol de 1990, «destinada a reprimir tot propòsit racista, antisemita o xenòfob». Així, l'article primer de la llei sosté que «Tota discriminació fundada en la pertinença o no pertinença a una ètnia, nació, raça o religió està prohibida». El seu antecedent va ser la llei de l'1 de juliol de 1972 relativa a la lluita contra el racisme.

## Història
Des de la promulgació de la Llei Gayssot, a França, és una ofensa qüestionar l'existència o la grandària de la categoria de crims contra la humanitat, com estan definits en la Carta de Londres, sobre la base de la qual van ser condemnats els líders nazis en els Judicis de Nuremberg entre 1945 i 1946. Proposta pel diputat comunista Jean-Claude Gayssot, és una de les moltes lleis europees que prohibeix el negacionisme de l'Holocaust. La Commission nationale consultative des droits de l'homme (Comissió nacional consultiva sobre els drets humans), creada el 1947, és l'encarregada d'elaborar anualment un informe públic sobre la situació del racisme a França.
El destacat negacionista Robert Faurisson va criticar aquesta llei com una violació del seu dret a la llibertat d'expressió sota el Pacte Internacional de Drets Civils i Polítics (ICCPR). El Comitè de Drets Humans va confirmar la Llei Gayssot com a necessària per a contrarestar l'antisemitisme.